# Střední průmyslová škola kožařská
Střední průmyslová škola kožařská Zlín je bývalá zlínská střední škola. Byla založena v roce 1937 při obuvnické firmě Baťa. Patřila ve své době mezi první školy svého druhu v Evropě. Výhodou školy bylo úzké sepětí s praxí. Zaměření školy bylo zejména na výrobu obuvi a na výrobu galanterního zboží, včetně administrativních oborů v těchto odvětvích.
Po roce 1989 v důsledku útlumu obuvnického průmyslu v ČR hledala škola novou cestu. Od školního roku 2003/2004 se zde vyučoval nový obor Zpracování usní, plastů a pryže, který měl následující dílčí zaměření:
- Zpracovatelské technologie (plasty, pryž)
- Navrhování a modelování výrobků
- Ekonomika řízení výrobních a obchodních firem

Absolventi tohoto nového oboru se uplatnili zejména v plastikářském a gumárenském průmyslu. Ve školním roce 2005/2006 se název školy změnil na Střední průmyslová škola technologická. Od 1. ledna 2007 byla škola sloučena s Integrovanou střední školou technickou-COP Zlín a vznikl nový subjekt Střední průmyslová škola polytechnická-COP Zlín.

## Významní absolventi školy
- Pavel Zedníček (herec)
- Lubomír Jarcovják (výtvarník)

- Ondřej Čelůstka (fotbalista SK Slavia Praha)
- Libor Podroužek (tradiční český švec)[1]